# Chortiátis
Chortiátis är en ort i Grekland.   Den ligger i prefekturen Nomós Thessaloníkis och regionen Mellersta Makedonien, i den nordöstra delen av landet, 300 km norr om huvudstaden Aten. Chortiátis ligger 551 meter över havet och antalet invånare är 3 466.
Terrängen runt Chortiátis är kuperad. Runt Chortiátis är det ganska tätbefolkat, med 93 invånare per kvadratkilometer. Närmaste större samhälle är Thessaloníki, 14,8 km väster om Chortiátis. 